# Emilio Diena
Emilio Diena (* 26. Juni 1860 in Modena; † 9. Oktober 1941 in Rom) war ein italienischer Jurist und Philatelist. Er war einer der bedeutendsten Philatelisten Italiens. Er stammte aus einer Bankiersfamilie. Mehrere Mitglieder seiner Familie waren ebenfalls bekannte Philatelisten.

## Leben
Nachdem er 1883/1884 sein Jurastudium mit einer Doktorarbeit beendet hatte, arbeitete er zunächst in der Bank seiner Eltern. Die Bank musste wegen wirtschaftlicher Probleme schließen und ab 1894 ging er nach Rom, um dort als Bibliothekar für das Ministerium für Post und Telegrafie zu arbeiten. Gleichzeitig war er Kurator für ein Postmuseum. Als Philatelist verfasste er einige Bücher über altitalienische Staaten und hatte profundes Wissen in dem Bereich. Außerdem war er Prüfer von Briefmarken und besaß eine große philatelistische Privatbibliothek. Diese Bibliothek führen seine Nachkommen bis heute weiter und sie beinhaltet viele alte Raritäten.

## Ehrungen
- 1906 Lindenberg-Medaille
- 1921 Roll of Distinguished Philatelists
- 1929 Tapling-Medaille
- 1972 Briefmarke des Fürstentums Liechtenstein (Michel-Nr. 570) mit einem Porträt von ihm, als eine Marke vom Satz mit dem Namen „Pioniere der Philatelie III“.
- 2006 American Philatelic Society Hall of Fame